# 4月21日
4月21日（しがつにじゅういちにち）は、グレゴリオ暦で年始から111日目（閏年では112日目）にあたり、年末まではあと254日ある。

## できごと
- 紀元前753年 - ロームルスが都市国家ローマを建国[1]。
- 878年（元慶2年3月15日） - 元慶の乱が始まる。
- 1509年 - イングランド王ヘンリー7世が死去。ヘンリー8世が即位。
- 1519年 - エルナン・コルテスがメキシコ本土（現在のベラクルス）に上陸。
- 1526年 - 第一次パーニーパットの戦い。バーブルの軍がローディー朝の軍を破る。ローディー朝スルターン・イブラーヒーム・ローディーが戦死してローディー朝が終焉。ムガル帝国建国の契機となる。
- 1591年（天正19年2月28日） - 豊臣秀吉の命により、千利休が聚楽第で切腹する[2]。
- 1612年（慶長17年3月21日） - 江戸幕府がキリスト教禁教令を発布。幕府の直轄地に対して教会の破壊と布教の禁止を命じる。
- 1701年（元禄14年3月14日） - 京都から下向した赤穂藩主浅野長矩が、江戸城松之大廊下で吉良義央を斬りつける[3]。取り押さえられた浅野長矩は即日切腹処分になり、浅野家は断絶した。
- 1796年 - フランス革命戦争: モンドヴィの戦い（英語版）。ナポレオン率いるフランス軍がサルデーニャ王国に勝利。
- 1798年 - フランス革命戦争: ラ・ド・サンの海戦でイギリスが勝利。
- 1836年 - テキサス革命: サンジャシントの戦い
- 1872年（明治5年3月14日） - 神祇省を廃止し教部省を設置。

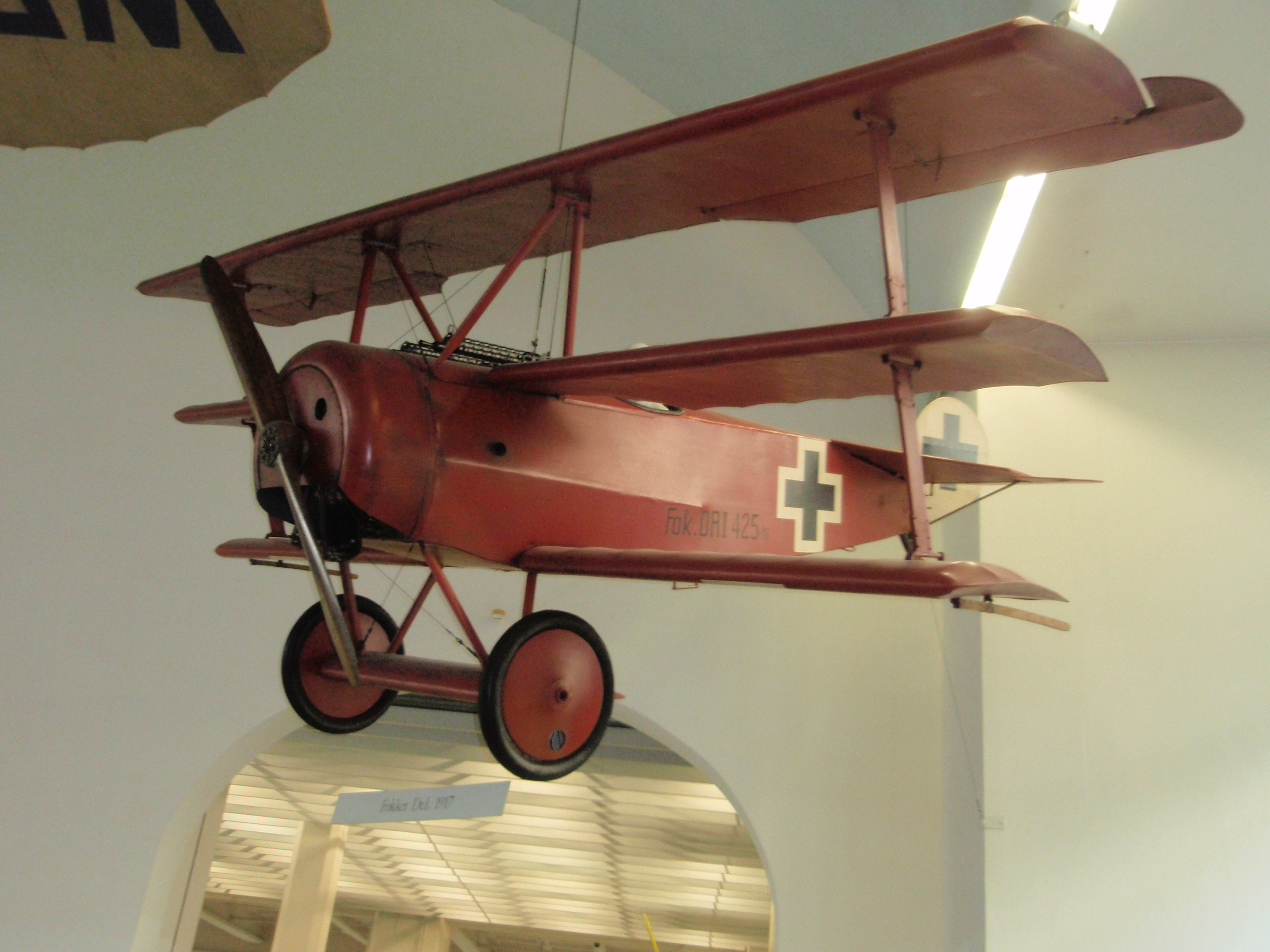
「レッドバロン」リヒトホーフェンが搭乗していたフォッカーDr.Iが撃墜され戦死（1918）

- 1918年 - 第一次世界大戦: 「レッドバロン」ことドイツ陸軍の航空士官マンフレート・フォン・リヒトホーフェンが撃墜され戦死。
- 1919年 - 堺利彦・山川均らが『社会主義研究』を創刊。
- 1927年 - 石川県金沢市内で大火。733戸が全焼[4]。
- 1927年 - 昭和金融恐慌: 十五銀行が休業。同銀行の株主や預金者には華族が多く、多くの者が経済的打撃を受ける。
- 1932年 - 東京市内4か所に自動式公衆電話を設置。
- 1932年 - 静岡県大宮町（現在の富士宮市）で大火。1000余戸焼失、被災者7500人[5]。
- 1934年 - 渋谷駅前の忠犬ハチ公像が完成し、除幕式を挙行。ハチ自身も除幕式に出席。
- 1934年 - デイリー・メール紙がネス湖で撮影されたネッシーの写真（「外科医の写真」）を掲載。のちの1994年に、これがトリック写真であったと撮影者が白状する。
- 1951年 - 日本で民間放送16社に予備免許。（民放の日の由来）
- 1952年 - 日本で公職追放令廃止。最後まで追放解除にならなかった5,700人の公職追放が解除。
- 1952年 - 日本民間放送連盟（民放連）発足。
- 1954年 - 造船疑獄で犬養健法務大臣が指揮権を発動、佐藤栄作自由党幹事長の逮捕を含めた強制捜査に対し逮捕中止と任意捜査への切り替えを検事総長に指示。

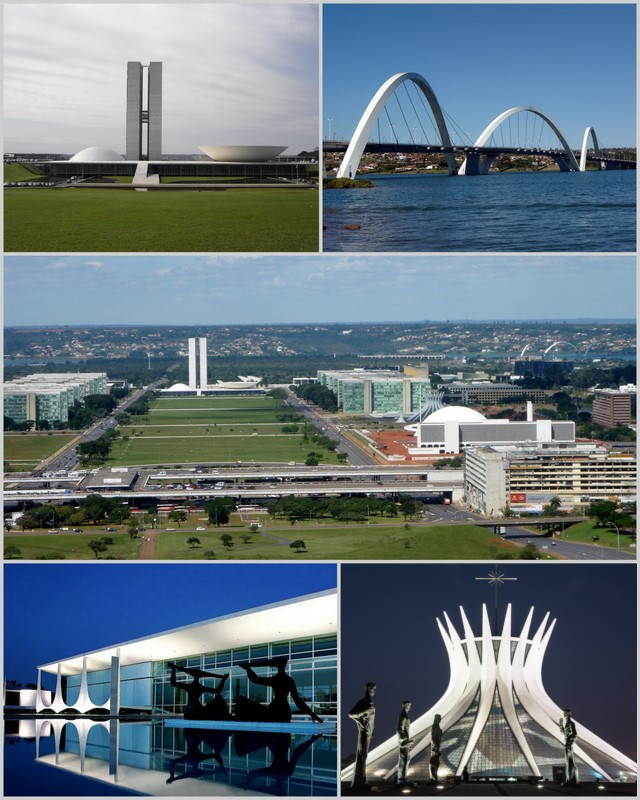
ブラジルの首都がブラジリアに遷都（1960）

- 1960年 - ブラジルの首都がブラジリアに遷都。
- 1961年 - 東南アジア視察でラオスに滞在していた辻政信がこの日を最後に消息を絶つ（1968年7月20日付で死亡宣告）。
- 1962年 - シアトル万国博覧会が開幕。10月21日まで。
- 1964年 - ニューヨーク万国博覧会が開幕。1965年10月17日まで。
- 1966年 - エチオピア皇帝ハイレ・セラシエ1世がジャマイカを訪問。（ラスタファリ運動の記念日グラウネーション・デー（英語版））
- 1967年 - ギリシャで陸軍によるクーデター。ギリシャ軍事政権が発足。
- 1967年 - ゼネラル・モーターズ(GM)が生産台数1億台を突破。

- 1977年 - ミュージカル『アニー』がブロードウェイで初演。2,377回のロングラン公演となる。
- 1989年 - 任天堂が携帯型ゲーム機「ゲームボーイ」を日本で発売。
- 1990年 - ステルス攻撃機F-117ナイトホークがネリス空軍基地で一般公開[6]。
- 2006年 - 静岡県で伊豆半島東方沖地震発生。
- 2011年 - PlayStation Networkにて世界規模の接続障害が発生。PSN個人情報流出事件の発端となる。
- 2018年 - 田島ナビ（1900年生まれ）が死去し、確実な証拠のある19世紀生まれの人間は全員この世を去った。
- 2019年 - スリランカのコロンボのホテルと復活祭の祭典中の教会を中心にスリランカ連続爆破テロ事件が発生する[7]。

## 誕生日

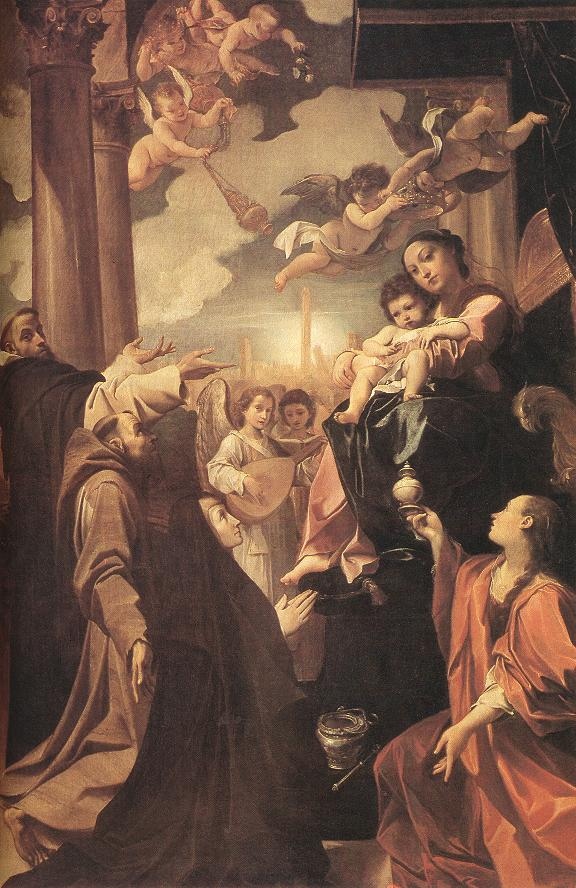
バロック初期の画家・版画家、ルドヴィコ・カラッチ（1555-1619）誕生。画像は『バルゲリーニの聖母』（1588）

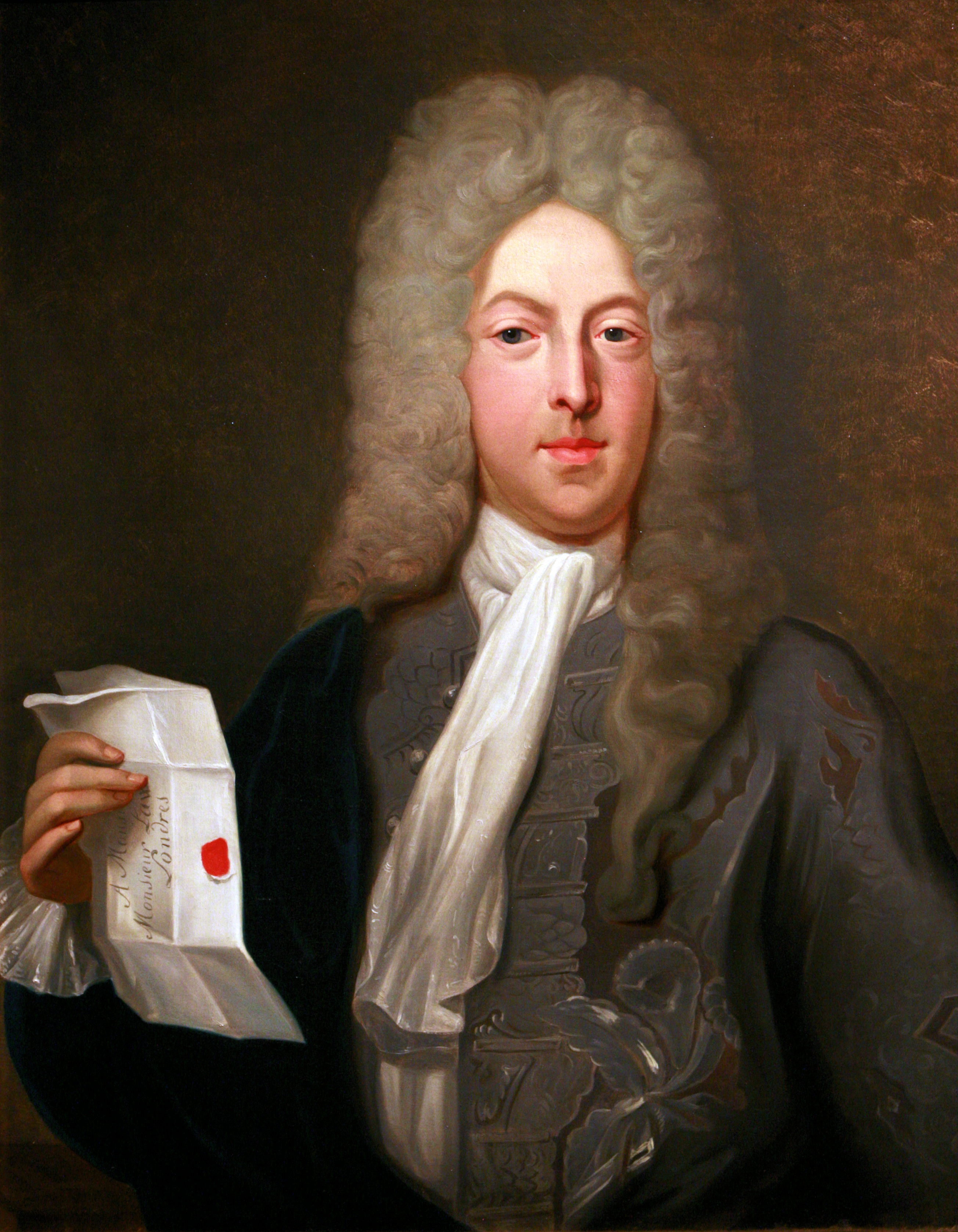
経済学者ジョン・ロー（1671-1729）誕生。貨幣は交換手段に過ぎぬとし、フランス初の紙幣を発行させた。

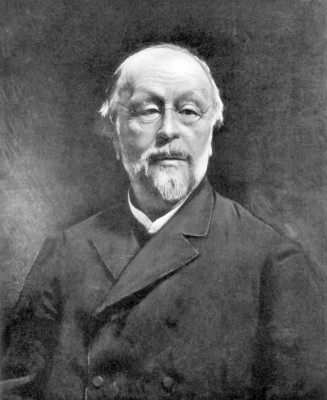
哲学者・批評家、イポリット・テーヌ（1828-1893）誕生。

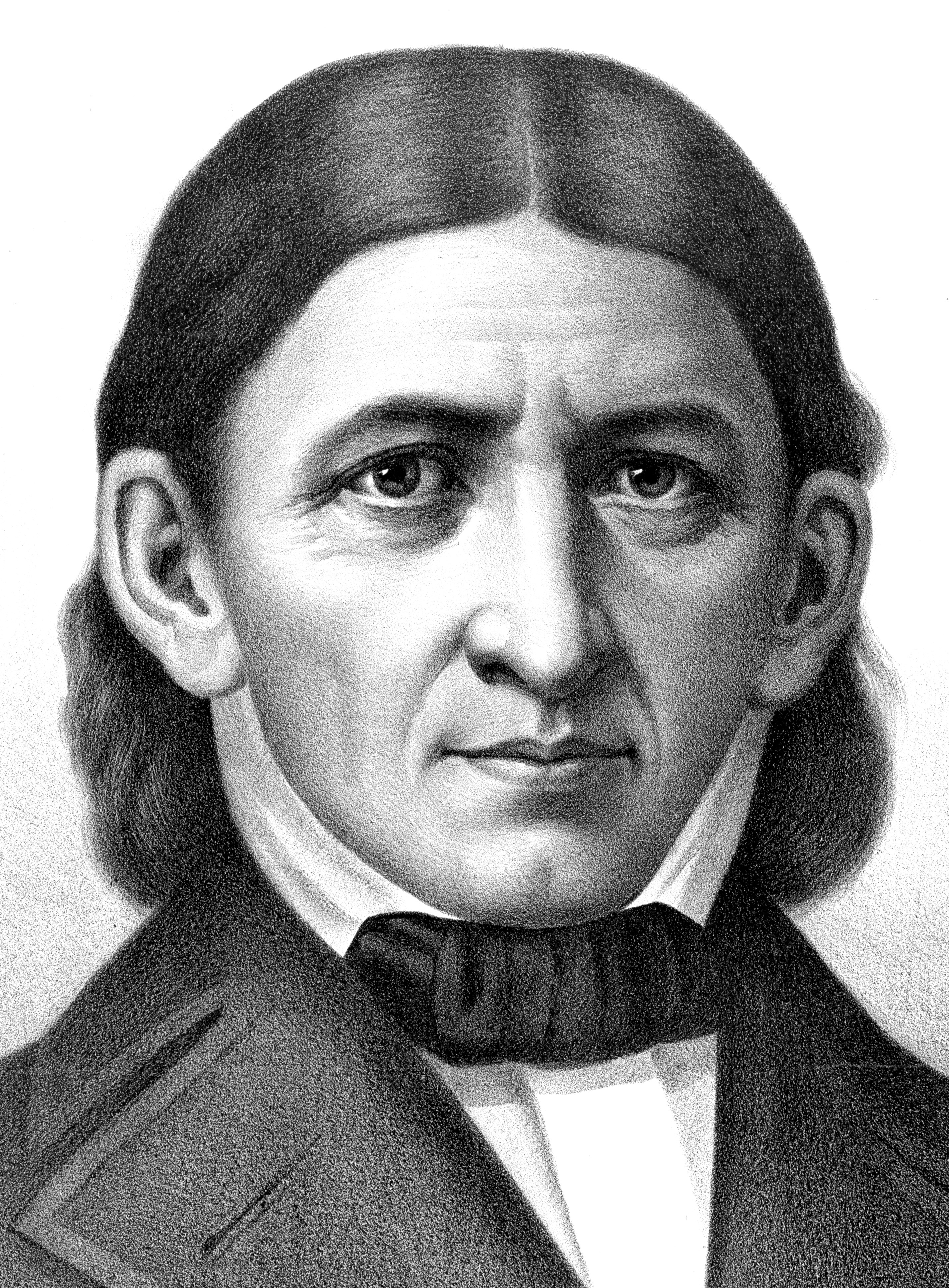
幼児教育の祖、フリードリヒ・フレーベル（1782-1852）誕生。「幼稚園」（Kindergarten）はフレーベルの造語である。

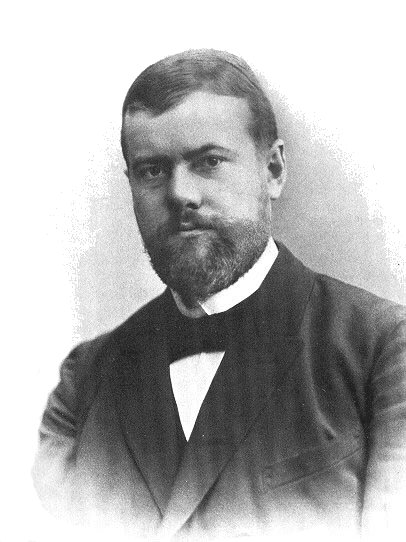
社会学者マックス・ヴェーバー（1864-1920）誕生。

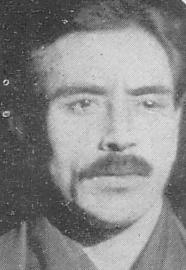
「柔道の神様」、三船久蔵（1883-1965）誕生。

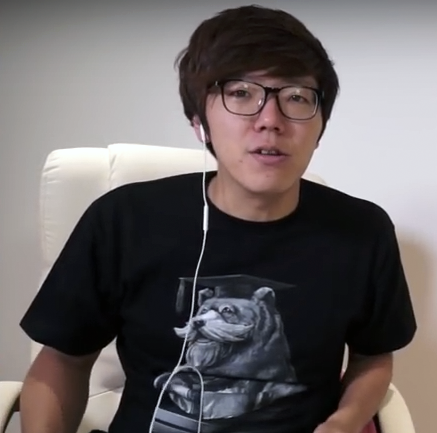
日本のトップYouTuber、HIKAKIN （1989 - ）誕生。画像は2015年のもの。

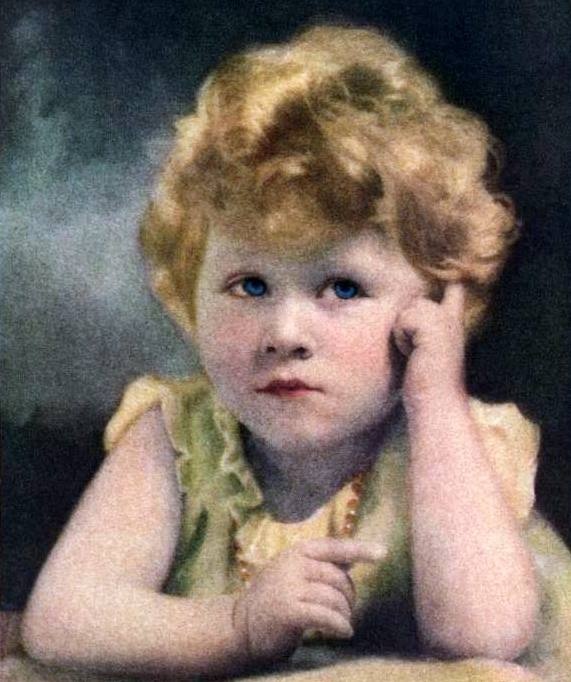
イギリス女王エリザベス2世（1926-2022）。画像は3歳のエリザベス。

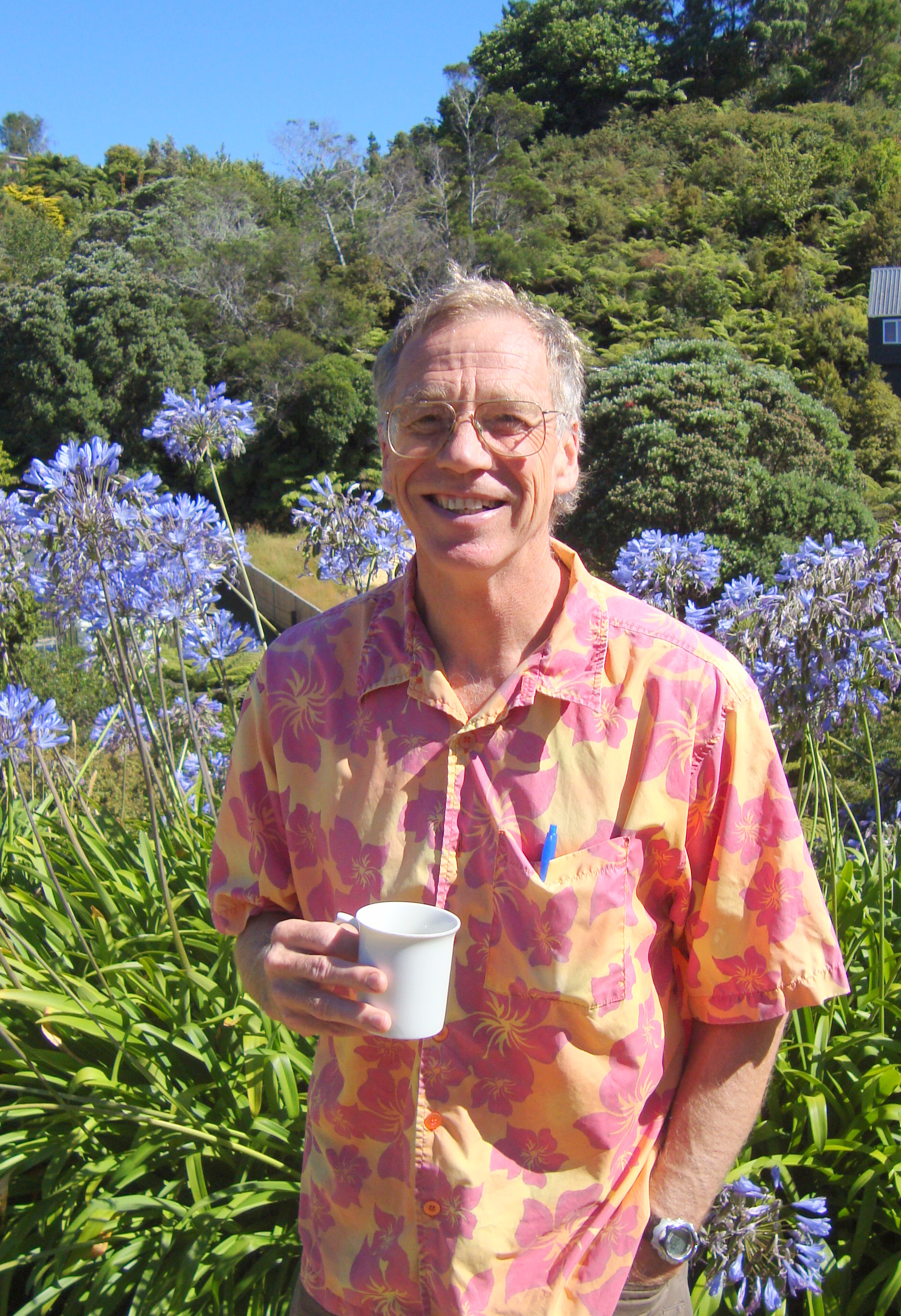
ポアンカレ予想を4次元において証明した数学者マイケル・フリードマン（1951-）誕生。

### 人物
- 1488年 - ウルリヒ・フォン・フッテン、作家、人文主義者（+ 1523年）
- 1555年 - ルドヴィコ・カラッチ、画家、版画家（+ 1619年）
- 1608年（慶長13年3月7日） - 中江藤樹、陽明学者（+ 1648年）
- 1647年（正保4年3月17日） - 建部政宇、林田藩主（+ 1715年）
- 1765年（明和2年3月2日） - 山名義方、村岡領主（+ 1834年）
- 1671年 - ジョン・ロー、経済思想家、実業家、財政家（+ 1729年）
- 1774年 - ジャン＝バティスト・ビオ、物理学者（+ 1862年）
- 1782年 - フリードリヒ・フレーベル、教育者（+ 1852年）
- 1809年 - ロバート・マーサー・タリアフェロー・ハンター、政治家（+ 1887年）
- 1816年 - シャーロット・ブロンテ、小説家（+ 1855年）
- 1820年（文政3年3月9日） - 大久保忠美、鳥山藩主（+ 1864年）
- 1828年 - イポリット・テーヌ、哲学者、文学史家（+ 1893年）
- 1834年 - ヘンリー・スペンサー・アシュビー、実業家、書誌学者（+ 1900年）
- 1837年 - フレデリック・バイエル、政治家（+ 1922年）
- 1843年 - ヴァルター・フレミング、細胞学者（+ 1905年）
- 1846年（弘化3年3月26日） - 柳沢保申、郡山藩主・伯爵（+ 1893年）
- 1848年 - カール・シュトゥンプ、哲学者、心理学者（+ 1936年）
- 1855年 - ハーディ・リチャードソン、元プロ野球選手（+ 1931年）
- 1864年 - マックス・ヴェーバー、経済学者（+ 1920年）
- 1869年 - フィリップ・フルトヴェングラー、数学者（+ 1940年）
- 1871年 - レオ・ブレッヒ、作曲家、指揮者（+ 1958年）
- 1875年 - 高木貞治、数学者（+ 1960年）
- 1880年 - 尾竹国観、日本画家（+ 1945年）
- 1881年 - 中村新太郎、地質学者（+ 1941年）
- 1882年 - 生田長江、文芸評論家、小説家、劇作家（+ 1936年）
- 1882年 - パーシー・ブリッジマン、物理学者（+ 1961年）
- 1883年 - 三船久蔵、柔道家（+ 1965年）
- 1887年 - ジョー・マッカーシー、メジャーリーグ監督（+ 1978年）
- 1889年 - ポール・カーラー、化学者（+ 1971年）
- 1889年 - 塚本三、ジャーナリスト、政治家、公選初代名古屋市長（+ 1952年）
- 1893年 - ヴァルター・クリスタラー、地理学者（+ 1969年）
- 1902年 - 岡田嘉子、女優（+ 1992年）
- 1904年 - ジャン・エリオン、画家（+ 1987年）
- 1904年 - 清元榮壽郎、清元節三味線方（+ 1963年）
- 1907年 - 渡辺義雄、写真家（+ 2000年）
- 1909年 - アルフレッド・ライオン、ブルーノート創設者（+ 1987年）
- 1909年 - 宇野利泰、翻訳家（+ 1997年）
- 1910年 - 松下井知夫、漫画家（+ 1990年）
- 1911年 - レナード・ウォーレン、バリトン歌手（+ 1960年）
- 1912年 - マルセル・カミュ、映画監督（+ 1982年）
- 1913年 - イヴ・アーノルド、写真家（+ 2012年）
- 1914年 - 三戸サツヱ、教育者、サル研究者（+ 2012年）
- 1915年 - アンソニー・クイン、俳優（+ 2001年）
- 1915年 - ギャレット・ハーディン、生物学者（+ 2003年）
- 1917年 - 辻井弘、元プロ野球選手（+ 1993年）
- 1920年 - 大久保怜、芸人、司会者（+ 2007年）
- 1920年 - ブルーノ・マデルナ、作曲家、指揮者（+ 1973年）
- 1920年 - 芳村嵓夫、元プロ野球選手（+ 没年不詳）
- 1922年 - ジョン・ブリットン、元プロ野球選手（+ 1990年）
- 1922年 - アリステア・マクリーン、小説家（+ 1987年）
- 1924年 - 興津要、国文学者、落語研究家（+ 1999年）
- 1926年 - エリザベス2世、イギリス女王　(+ 2022年)
- 1926年 - 山崎善平、元プロ野球選手（+ 2005年）
- 1926年 - 泉三太郎、ロシア文学者、翻訳家、元図書出版社社長（+ 2003年）
- 1927年 - 小島禎二、元プロ野球選手（+ 1997年）
- 1930年 - 渡辺省一、政治家（+ 2000年）
- 1930年 - シルヴァーナ・マンガーノ、女優（+ 1989年）
- 1933年 - 鳳八千代、女優
- 1933年 - 島原幸雄、元プロ野球選手（+ 1995年）
- 1934年 - 佐々木重徳、元プロ野球選手
- 1935年 - チャールズ・グローディン、俳優、コメディアン（+ 2021年）
- 1935年 - 花川與惣太、政治家
- 1935年 - 大橋謙三、元サッカー選手、指導者（+ 2015年）
- 1936年 - 市村緑郎、彫刻家（+ 2014年）
- 1937年 - 須藤豊、元プロ野球選手、監督
- 1937年 - 高木時夫、元プロ野球選手（+ 2006年）
- 1938年 - 鈴木孝雄、元プロ野球選手
- 1942年 - 唐崎信男、元プロ野球選手
- 1943年 - 木村庄之助 (34代)、大相撲立行司
- 1943年 - 輪島功一、プロボクサー
- 1944年 - 北城恪太郎、実業家
- 1944年 - 芦田豊雄、アニメーター、アニメ監督（+ 2011年）
- 1944年 - 切通猛、プロ野球選手（+ 2015年）
- 1946年 - 羽村起夫、元プロ野球選手
- 1947年 - イギー・ポップ、ミュージシャン
- 1947年 - 加藤敬二、調教師
- 1948年 - 園田豪、作家、歴史研究家
- 1949年 - 海野徹、政治家
- 1949年 - 矢野立美、作曲家
- 1950年 - 矢野俊一、元プロ野球選手
- 1950年 - 芝博一、政治家
- 1951年 - 曽祢まさこ、漫画家
- 1951年 - 三遊亭笑遊、落語家
- 1951年 - マイケル・フリードマン、数学者
- 1952年 - 芳野藤丸、ミュージシャン
- 1953年 - 大町定夫、元プロ野球選手
- 1954年 - 澤岸隆幸、アナウンサー
- 1955年 - トニーニョ・セレーゾ、元サッカー選手、指導者
- 1957年 - 橋本裕之、アナウンサー、ラジオパーソナリティ
- 1957年 - 兼光保明、元プロ野球選手
- 1958年 - 臼井儀人、漫画家（+ 2009年）
- 1958年 - 君塚良一、脚本家
- 1958年 - 保積ぺぺ、俳優
- 1958年 - アンディ・マクダウェル、女優
- 1959年 - 畑中葉子、歌手
- 1959年 - 矢野実、元プロ野球選手
- 1959年 - ロバート・スミス、ミュージシャン（ザ・キュアー）
- 1960年 - 鈴木健一、国文学者
- 1961年 - 藤井佳代子、声優
- 1961年 - 千葉祐子、演歌歌手（祐子と弥生）
- 1961年 - 千葉弥生、演歌歌手（祐子と弥生）
- 1961年 - 今井雅之、俳優（+ 2015年）
- 1962年 - 辻沢響江、歌手、女優
- 1962年 - 南場智子、実業家、株式会社ディー・エヌ・エー創業者
- 1963年 - 菅浩江、SF作家
- 1963年 - ジョン・キャメロン・ミッチェル、映画監督
- 1964年 - リュドミラ・エンクイスト、陸上競技選手
- 1964年 - 榎田健一郎、元プロ野球選手
- 1965年 - トーマス・ヘルマー、元サッカー選手
- 1965年 - 山野井泰史、登山家
- 1966年 - クリス・ドネルス、元プロ野球選手
- 1968年 - 市原剛、漫画原作者、脚本家、映画監督、俳優
- 1968年 - 西里幸喜、元プロ野球選手
- 1968年 - 高畠真紀、元アイドル
- 1969年 - 久宝留理子、歌手
- 1969年 - 鈴木克美、元サッカー選手
- 1969年 - ジョゼ・シュイナール、フィギュアスケート選手
- 1969年 - トビー・スティーブンス、俳優
- 1970年 - 佐藤秀樹、元プロ野球選手
- 1970年 - 山本宏美、元スピードスケート選手
- 1971年 - 中村かなこ、漫画家
- 1972年 - 伊藤辰史、プロボクサー、元日本スーパーウェルター級王者
- 1972年 - クレイグ・ダーデン、騎手
- 1972年 - グウェンダル・ペーゼラ、フィギュアスケート選手
- 1972年 - セヴェリナ・ヴチュコヴィッチ、歌手
- 1972年 - ナルゲス・モハンマーディ、イランの女性人権活動家
- 1973年 - 小西克幸、声優
- 1973年 - 海原エレナ、声優
- 1973年 - 上野良治、元サッカー選手
- 1974年 - 吉川典雄、アナウンサー
- 1974年 - クリフ・ブランボー、元プロ野球選手
- 1975年 - 練木有美子、モデル、タレント
- 1975年 - 平井正史、元プロ野球選手
- 1975年 - カルロス・カスティーヨ、プロ野球選手
- 1976年 - 一宮里絵、タレント、女優
- 1976年 - 醍醐大、プロ雀士
- 1976年 - 福山龍太郎、元プロ野球選手
- 1976年 - 未希、ファッションモデル
- 1977年 - 尾上由美、タレント
- 1977年 - 高橋尚毅、バスケットボール選手
- 1977年 - ジェイミー・サレー、フィギュアスケート選手
- 1978年 - 西本はるか、タレント（元パイレーツ）
- 1978年 - ユッカ・ネヴァライネン、ドラマー（ナイトウィッシュ）
- 1979年 - ジェームズ・マカヴォイ、俳優
- 1979年 - トビアス・リンデロート、サッカー選手
- 1980年 - 下野紘、声優
- 1980年 - 竹原直隆、元プロ野球選手
- 1980年 - 星野桂、漫画家
- 1980年 - 千葉涼子、将棋棋士
- 1980年 - トニー・ロモ、アメリカンフットボール選手
- 1981年 - 及川奈央、タレント、元AV女優
- 1981年 - 中嶋かねこ、女優、グラビアアイドル
- 1981年 - ロニー・ポーリーノ、元プロ野球選手
- 1982年 - 前原絵理、女優
- 1982年 - 安田美沙子、タレント
- 1982年 - マキシモ・ネルソン、プロ野球選手
- 1982年 - ウェイン・ラングレン、元プロ野球選手
- 1982年 - 中西可奈、アナウンサー
- 1983年 - 千代白鵬大樹、元大相撲力士
- 1983年 - 和音美桜、女優、歌手、元宝塚歌劇団娘役
- 1983年 - ナオミチ、ドラマー（KNOCK OUT MONKEY）
- 1983年 - 井上仁志、ギタリスト（THE TON-UP MOTORS）
- 1984年 - 中村光、漫画家
- 1984年 - 大翔湖友樹、元大相撲力士
- 1984年 - 赤星拓、元サッカー選手
- 1985年 - 李綺欣、フィギュアスケート選手
- 1985年 - お見送り芸人しんいち、お笑いタレント
- 1986年 - 堀井美月、グラビアアイドル
- 1986年 - 橋本太郎、元プロ野球選手
- 1987年 - 高橋麻美、アナウンサー、タレント
- 1987年 - ブレント・モレル、元プロ野球選手
- 1988年 - 進藤一宏、元子役、声優、ジャグラー
- 1988年 - 黒滝将人、元プロ野球選手
- 1988年 - 李杜軒、元プロ野球選手
- 1988年 - 小西杏奈、構成作家、脚本家
- 1988年 - HALCA、ミュージシャン（HALCALI）
- 1988年 - キム・サンウク、プロアイスホッケー選手
- 1989年 - 寺田有希、タレント、女優
- 1989年 - 神谷さやか、グラビアアイドル
- 1989年 - HIKAKIN、ヒューマンビートボクサー、YouTuber
- 1989年 - 船引亮佑、お笑いタレント（ガクヅケ）
- 1989年 - 三郷実沙希、陸上競技選手
- 1990年 - 藤子まい、グラビアアイドル
- 1990年 - 中島芽生、アナウンサー
- 1990年 - 富所悠、サッカー選手
- 1990年 - 鄭成哲、元プロ野球選手
- 1990年 - クリス・ブロード、映像作家、YouTuber
- 1990年 - 太田裕二、俳優、タレント、気象予報士
- 1991年 - ARuFa、ブロガー、webライター
- 1991年 - 橘龍丸、声優
- 1992年 - 夢子キャサリン、ファッションモデル
- 1992年 - ジョク・ピーダーソン、プロ野球選手
- 1992年 - フランシスコ・ロマン・アラルコン、サッカー選手
- 1993年 - 駒月仁人、元プロ野球選手
- 1993年 - 斎藤慎太郎、将棋棋士
- 1994年 - 朝日奈央、タレント、ファッションモデル、アイドル（元アイドリング!!!15号）
- 1995年 - 大滝友梨亜、タレント（元NGT48）
- 1995年 - 吉田雄人、元プロ野球選手
- 1997年 - 高木紗友希、アイドル、歌手（元Juice=Juice）
- 1997年 - 美南衣里、アイドル（スリジエ）
- 1997年 - ミケル・オヤルサバル、サッカー選手
- 1998年 - 牧秀悟、プロ野球選手
- 1998年 - 川上エドオジョン智慧、サッカー選手
- 1998年 - 小島菜々恵、声優
- 1999年 - トラウデン直美、ファッションモデル
- 1999年 - チェ・ヒョンソク、アイドル (TREASURE)
- 2000年 - 古谷拓郎、元プロ野球選手
- 2003年 - 清水詩音、女優
- 2008年 - イ・ヘイン、アイドル（NewJeans）
- 生年不詳 - 河村梨恵、声優
- 生年不詳 - 深川和征、声優
- 生年不詳 - 山田智子、声優

### 人物以外（動物など）
- 1953年 - ヘキラク、競走馬（+ 没年不詳）
- 1962年 - エイトクラウン、競走馬（+ 1981年）
- 1963年 - タウザー、世界一ネズミを捕った猫（+ 1987年）
- 1966年 - ハクエイホウ、競走馬（+ 1971年）
- 1971年 - イナリトウザイ、競走馬（+ 2002年）
- 1974年 - サンシャインボーイ、競走馬（+ 没年不詳）
- 1979年 - アンドレアモン、競走馬（+ 没年不詳）
- 1980年 - リードホーユー、競走馬（+ 2009年）
- 1983年 - ニッポーテイオー、競走馬（+ 2016年）
- 1984年 - コーセイ、競走馬（+ 2014年）
- 1986年 - アクチブハトリ、競走馬（+ 1991年）
- 1990年 - シクレノンシェリフ、競走馬
- 1991年 - エアダブリン、競走馬（+ 2016年）
- 1991年 - オフサイドトラップ、競走馬（+ 2011年）
- 1993年 - スギノハヤカゼ、競走馬（+ 2002年）
- 1994年 - ワシントンカラー、競走馬（+ 没年不詳）
- 1996年 - ハギノハイグレイド、競走馬（+ 2021年）
- 1998年 - グランデラ、競走馬
- 1998年 - ロードプリヴェイル、競走馬
- 2000年 - サカラート、競走馬（+ 2016年）
- 2005年 - イイデケンシン、競走馬
- 2008年 - トーセンラー、競走馬

## 忌日

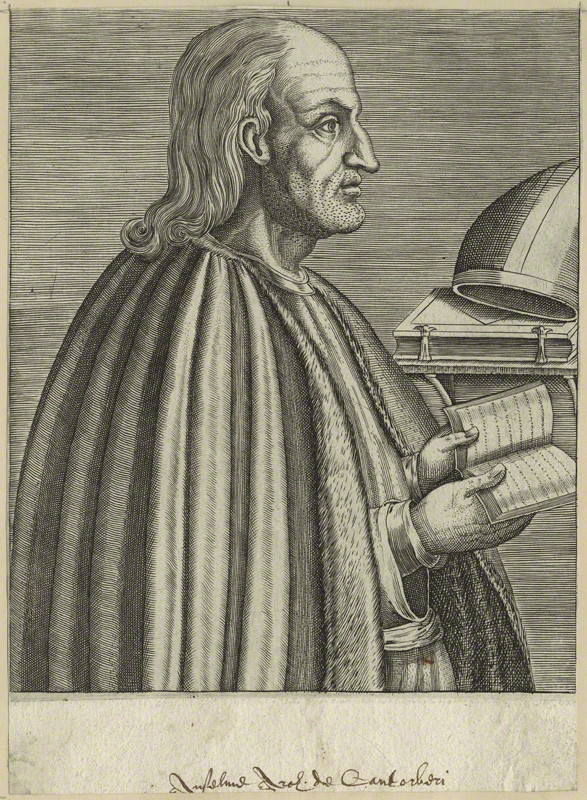
スコラ学の父、カンタベリー大司教アンセルムス(1033-1109)没。

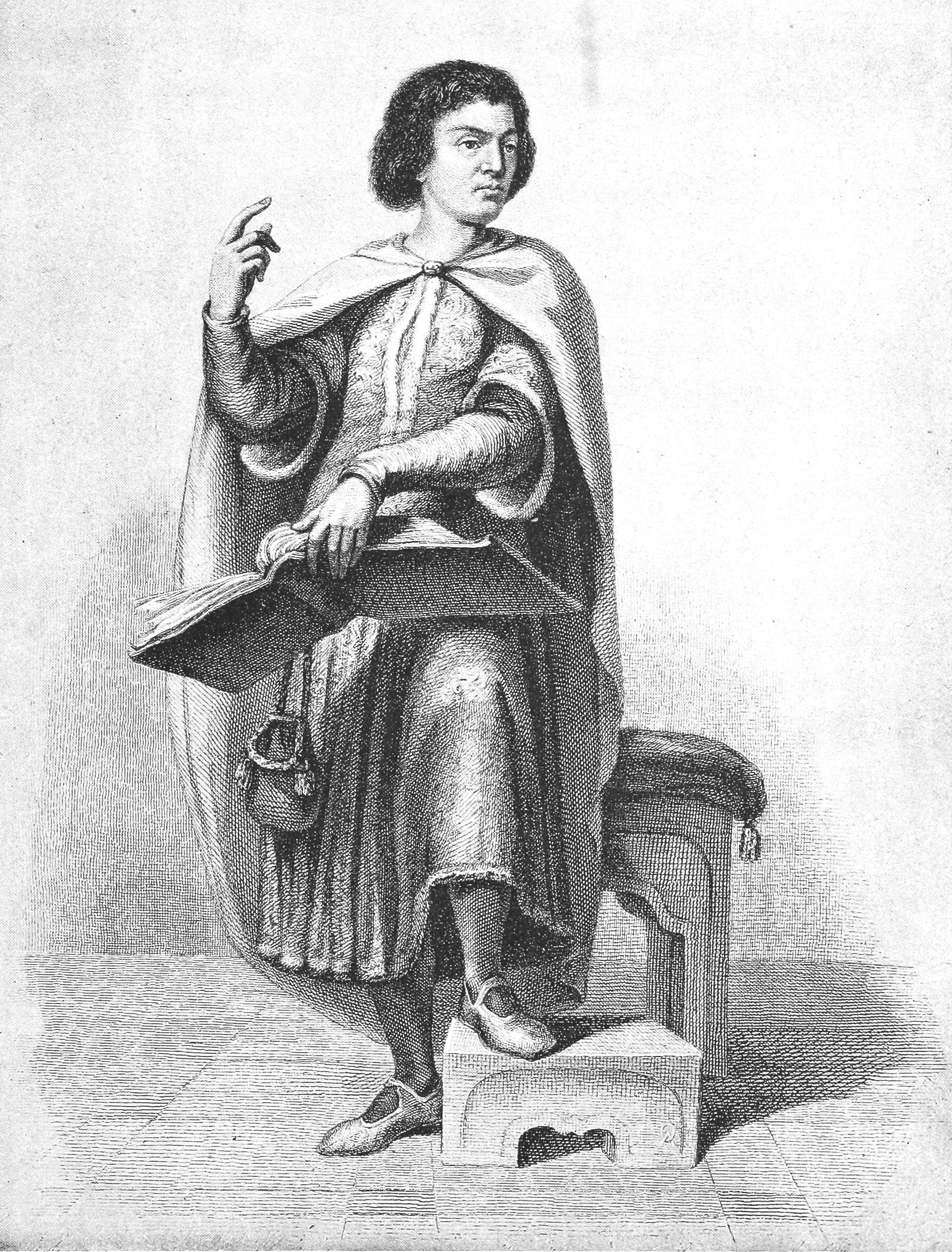
神学者ピエール・アベラール(1079-1142)没。

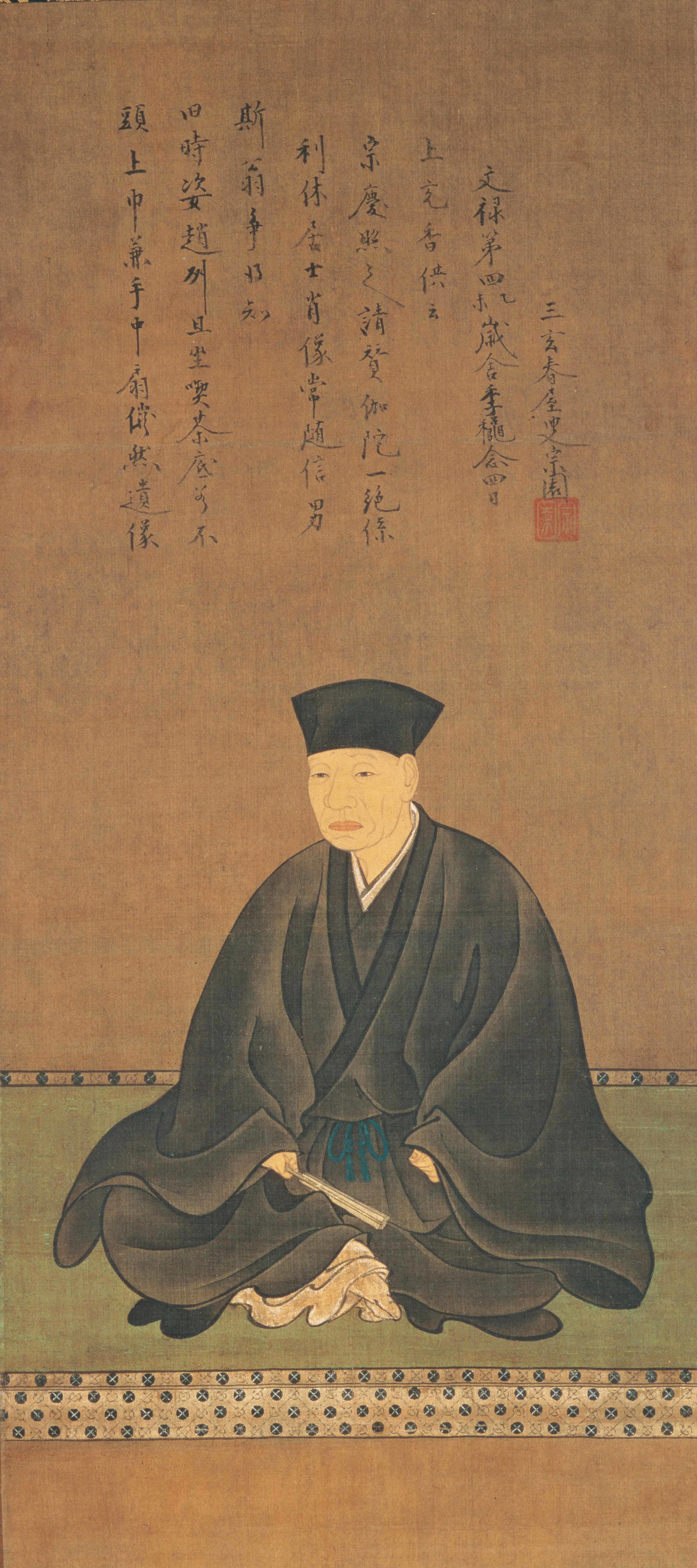
茶聖千利休(1522-1591)切腹。

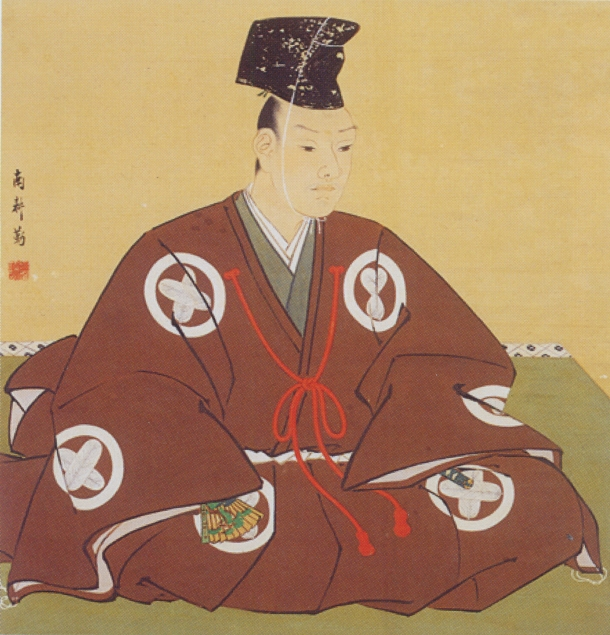
播磨赤穂藩第3代藩主浅野長矩(1667-1701)、吉良義央を江戸城中で傷つけたため切腹。

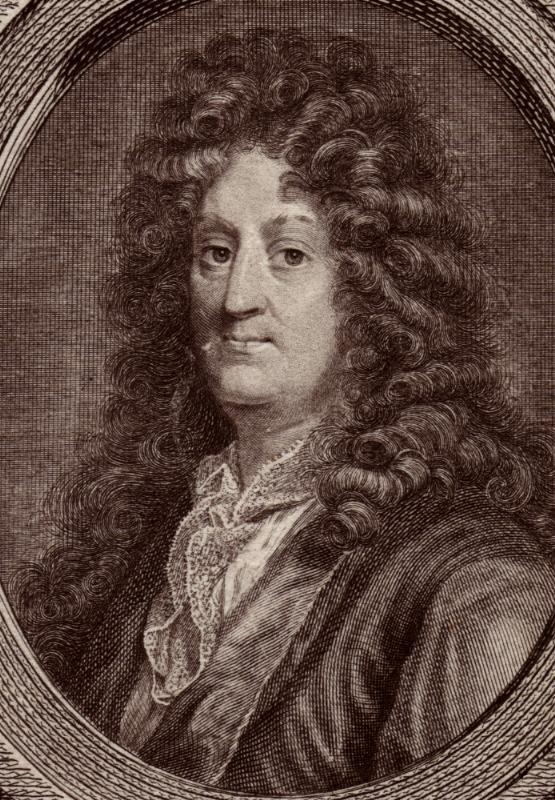
フランス古典主義の劇作家ジャン・ラシーヌ(1639-1699)没。

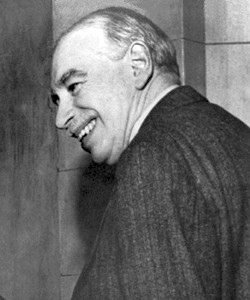
マクロ経済学者ジョン・メイナード・ケインズ(1883-1946)没。

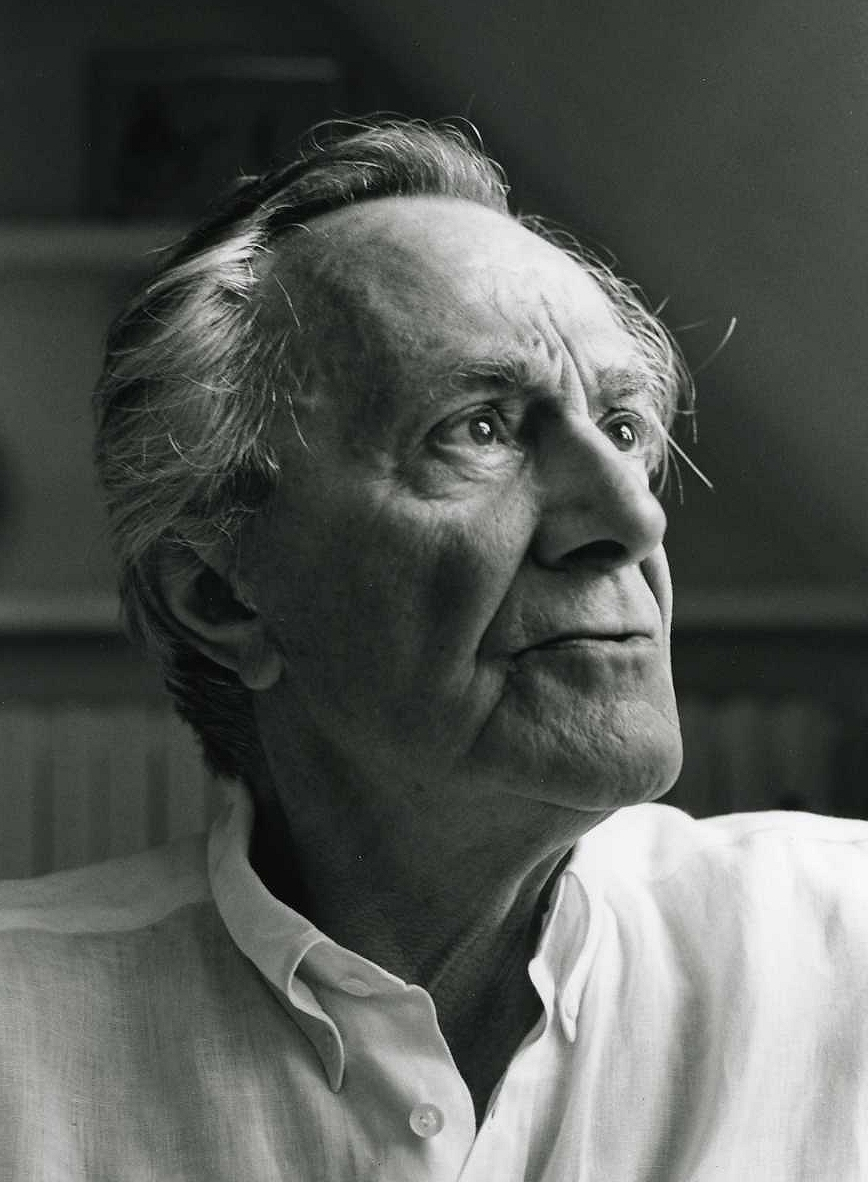
哲学者ジャン＝フランソワ・リオタール(1924-1998)没。

### 人物
- 1109年 - アンセルムス、カンタベリー大司教、神学者、哲学者（* 1033年）
- 1142年 - ピエール・アベラール、神学者（* 1079年）
- 1360年（正平15年/延文5年4月6日） - 洞院公賢、太政大臣・有職故実学者（* 1291年）
- 1509年 - ヘンリー7世、イングランド王（* 1457年）
- 1552年 - ペトルス・アピアヌス、数学者、天文学者（* 1495年）
- 1574年 - コジモ1世、初代トスカーナ大公（* 1519年）
- 1587年（天正15年3月14日） - 久松俊勝、戦国武将（* 1526年）
- 1591年（天正19年2月28日） - 千利休、商人、茶人（* 1522年）
- 1612年（慶長17年3月21日） - 岡本大八、武将
- 1650年（慶安3年3月21日） - 柳生三厳、剣術家、江戸幕府旗本（* 1607年）
- 1682年（天和2年3月14日） - 津田越前守助広、刀工（* 1637年）
- 1699年 - ジャン・ラシーヌ、劇作家（* 1639年）
- 1701年（元禄14年3月14日） - 浅野長矩、赤穂藩主（* 1667年）
- 1718年 - フィリッペ・ドゥ・ライール、天文学者、数学者（* 1640年）
- 1729年 - ヨハン・カスパー・ショイヒツァー、博物学者、医師、日本研究家（* 1702年）
- 1730年 - ジャン・パルファン、外科医、産婦人科医（* 1650年）
- 1742年 - アマーリア・ヴィルヘルミーネ、神聖ローマ皇帝ヨーゼフ1世の皇后（* 1673年）
- 1793年 - ジョン・ミッチェル、天文学者、地質学者（* 1724年）
- 1827年 - トマス・ローランドソン、画家（* 1757年）
- 1847年 - フリードリッヒ・フォン・ゲルトナー、建築家（* 1791年）
- 1858年（安政5年3月8日） - 大原幽学、農政家（* 1797年）
- 1878年 - テミストークレ・ソレーラ、オペラ台本作家（* 1815年）
- 1885年 - 浜口梧陵、実業家、社会事業家（* 1820年）
- 1896年 - アーダルベルト・クリューガー、天文学者（* 1832年）
- 1898年 - テオドール・グヴィ、作曲家（* 1819年）
- 1900年 - アルフォンス・ミルヌ＝エドワール、鳥類学者、甲殻類学者、博物学者（* 1835年）
- 1904年 - 横川省三、諜報員（* 1864年）
- 1904年 - 沖禎介、諜報員（* 1874年）
- 1910年 - マーク・トウェイン、小説家（* 1835年）
- 1918年 - マンフレート・フォン・リヒトホーフェン、エース・パイロット（* 1892年）
- 1918年 - フリードリヒ2世、アンハルト公（* 1856年）
- 1922年 - アレッサンドロ・モレスキ、カストラート（* 1858年）
- 1924年 - マリー・コレリ、小説家（* 1855年）
- 1924年 - エレオノーラ・ドゥーゼ、女優（* 1858年）
- 1931年 - 玉利喜造、農学者（* 1856年）
- 1933年 - 長岡外史、日本陸軍の中将、衆議院議員（* 1858年）
- 1938年 - ムハンマド・イクバール、哲学者、詩人（* 1877年）
- 1941年 - アグスティン・バルディ、音楽家（* 1884年）
- 1945年 - ヴァルター・モーデル、ドイツ陸軍の元帥（* 1891年）
- 1946年 - ジョン・メイナード・ケインズ、経済学者（* 1883年）
- 1948年 - カルロス・ロペス・ブチャルド、作曲家（* 1881年）
- 1951年 - 山本忠興、電気工学者、発明家、教育者（* 1881年）
- 1955年 - 倉橋惣三、児童心理学者（* 1882年）
- 1955年 - 小西茂也、フランス文学者、翻訳家（* 1909年）
- 1956年 - 吉田絃二郎、作家（* 1886年）
- 1962年 - 武者小路公共、外交官（* 1882年）
- 1965年 - エドワード・アップルトン、物理学者（* 1892年）
- 1967年 - アンドレ・ダンジョン、天文学者（* 1890年）
- 1970年 - リロイ・ブラウン、陸上競技選手（* 1902年）
- 1971年 - フランソワ・デュヴァリエ、ハイチ大統領（* 1907年）
- 1973年 - アーサー・ファデン、政治家、第13代オーストラリア首相（* 1894年）
- 1977年 - ガンモ・マルクス、マルクス兄弟の四男（* 1893年）
- 1980年 - アレクサンドル・オパーリン、化学者（* 1894年）
- 1983年 - 飯塚友一郎、演劇研究家、弁護士（* 1894年）
- 1986年 - 松登晟郎、大相撲大関（* 1924年）
- 1987年 - 中島治康、プロ野球選手、監督（* 1909年）
- 1990年 - エルテ、美術家、デザイナー（* 1892年）
- 1991年 - ヴィリー・ボスコフスキー、ヴァイオリニスト、指揮者（* 1909年）
- 1992年 - 内司正弘、プロ野球選手（* 1933年）
- 1992年 - ジェラルド・ファインバーグ、物理学者、未来学者（* 1933年）
- 1993年 - 富樫凱一、土木工学者、建設官僚（* 1905年）
- 1995年 - 樽井清一、プロ野球選手（* 1929年）
- 1995年 - 冥王まさ子、作家、翻訳家（* 1939年）
- 1996年 - ジョハル・ドゥダエフ、政治家、チェチェン共和国初代大統領（* 1944年）
- 1998年 - ジャン＝フランソワ・リオタール、哲学者（* 1924年）
- 2000年 - 山本穰、プロ野球選手（* 1958年）
- 2001年 - 大鷹弘、外交官（* 1928年）
- 2002年 - ヴィクター・ワイスコフ、理論物理学者（* 1908年）
- 2002年 - フォルカー・シュトラウス、音楽プロデューサー（* 1936年）
- 2002年 - オグデン・フィップス、コートテニスプレイヤー、馬主（* 1908年）
- 2003年 - アレクサンドル・ロバノフ、芸術家（* 1924年）
- 2003年 - ニーナ・シモン、歌手（* 1933年）
- 2004年 - 藤田田、実業家、日本マクドナルド創業者（* 1926年）
- 2005年 - 張春橋、文化大革命中の四人組の1人（* 1917年）
- 2005年 - 伊藤助成、実業家、元日本生命保険社長（* 1929年）
- 2005年 - ロック岩崎、エアショーパイロット（* 1951年）
- 2006年 - テレ・サンタナ、サッカー選手、指導者（* 1931年）
- 2007年 - 能勢英男、作詞家（* 1923年）
- 2007年 - パリー・オブライエン、砲丸投げ選手、1952年ヘルシンキ五輪・1956年メルボルン五輪金メダリスト（* 1932年）
- 2009年 - アシュリー・ヘギ、プロジェリア症候群患者（* 1991年）
- 2010年 - 玉置猛夫、政治家、実業家（* 1914年）
- 2010年 - フアン・アントニオ・サマランチ、IOC第7代会長（* 1920年）
- 2010年 - 多田富雄、免疫学者（* 1934年）
- 2010年 - ミスター・ヒト、元大相撲浪速海、プロレスラー、トレーナー、ブッカー、マネージャー（* 1942年）
- 2011年 - ハロルド・ガーフィンケル、社会学者（* 1917年）
- 2011年 - マックス・ヴァーノン・マシューズ、化学者、発明家、音楽家（* 1926年）
- 2011年 - 家入昭、実業家、元ブリヂストン社長（* 1928年）
- 2011年 - 田中好子、女優、アイドル（キャンディーズ）（* 1956年）
- 2011年 - 安本莞二、脚本家（* 1944年）
- 2011年 - 成田文男、プロ野球選手（* 1946年）
- 2011年 - 高田純、脚本家、映画評論家（* 1947年）
- 2012年 - チャールズ・コルソン、キリスト教右派指導者、キリスト教伝道者、評論家、作家（* 1931年）
- 2012年 - IKÜZÖNE、ギタリスト、ベーシスト（Dragon Ash）（* 1965年）
- 2013年 - ジャン＝ミシェル・ダマーズ、作曲家（* 1928年）
- 2013年 - 高橋晃、実業家、元テルモ社長（* 1944年）
- 2014年 - 中野玄三、美術史学者、元嵯峨美術短期大学学長（* 1924年）
- 2014年 - 片岡信二、理学者、一橋大学名誉教授、フェリス女学院大学名誉教授（* 1925年）
- 2014年 - ウィン・ティン、政治家、ミャンマー国民民主連盟共同創設者（* 1930年）
- 2015年 - 江尻宏一郎、実業家、第6代三井物産社長（* 1920年）
- 2016年 - 岡本歌子、医学者（* 1918年）
- 2016年 - 秋富公正、官僚、実業家、元新東京国際空港公団総裁（* 1921年）
- 2016年 - 真島俊夫、作曲家、編曲家（* 1949年）
- 2016年 - プリンス、ミュージシャン、音楽プロデューサー、俳優（* 1958年）
- 2017年 - ウーゴ・エヒオグ、サッカー選手、指導者（* 1972年）
- 2018年 - 田島ナビ、スーパーセンテナリアン（* 1900年）
- 2018年 - ネルソン・ペレイラ・ドス・サントス、映画監督（* 1928年）
- 2018年 - ヴァーン・トロイヤー、俳優（* 1969年）
- 2019年 - スティーヴ・ゴリン、映画・テレビプロデューサー（* 1955年）
- 2020年 - 岡崎照幸、空手家（* 1931年）
- 2020年 - 立石義雄、実業家、元オムロン社長（* 1939年）
- 2020年 - ライセニア・ガラセ、政治家、元フィジー首相（* 1941年）
- 2020年 - 横内正明、政治家、官僚、第16・17代山梨県知事（* 1942年）
- 2020年 - アブドッラヒーム・アル＝キーブ、政治家、機械工学者、元リビア暫定首相（* 1950年）
- 2020年 - フローリアン・シュナイダー、ミュージシャン（* 1947年）
- 2021年 - マルク・フェロー、歴史家（* 1924年）
- 2021年 - 若松丈太郎、詩人（* 1935年）
- 2022年 - 小原秀雄、動物学者、女子栄養大学名誉教授（* 1927年）
- 2022年 - ムワイ・キバキ、政治家、第三代ケニア大統領（* 1931年）
- 2022年 - 渡辺和己、陸上競技選手（* 1935年）
- 2022年 - 山口修、音楽学者、大阪大学名誉教授（* 1939年）
- 2022年 - ジャック・ペラン、俳優、映画監督（* 1941年）
- 2022年 - 桑原幸子、女優（* 1947年）
- 2023年 - 山本和義、漢文学者、南山大学名誉教授（* 1936年）
- 2023年 - マーク・スチュワート、ミュージシャン（* 1960年）
- 2023年 - ダレ・クオディーテ、歴史学者、政治家（* 1962年）
- 2024年 - フジコ・ヘミング、ピアニスト（* 1931年）
- 2024年 - 岡田充、ジャーナリスト、元共同通信記者・特別論説委員（* 1948年）
- 2025年 - 新間寿、実業家、新日本プロレス専務取締役営業本部長、WWF会長（* 1935年）
- 2025年 - フランシスコ、第266代ローマ教皇（* 1936年）
- 2025年 - 有沢正子、女優（* 1937年）

### 人物以外（動物など）
- 2008年 - アストンマーチャン、競走馬（* 2004年）

## 記念日・年中行事

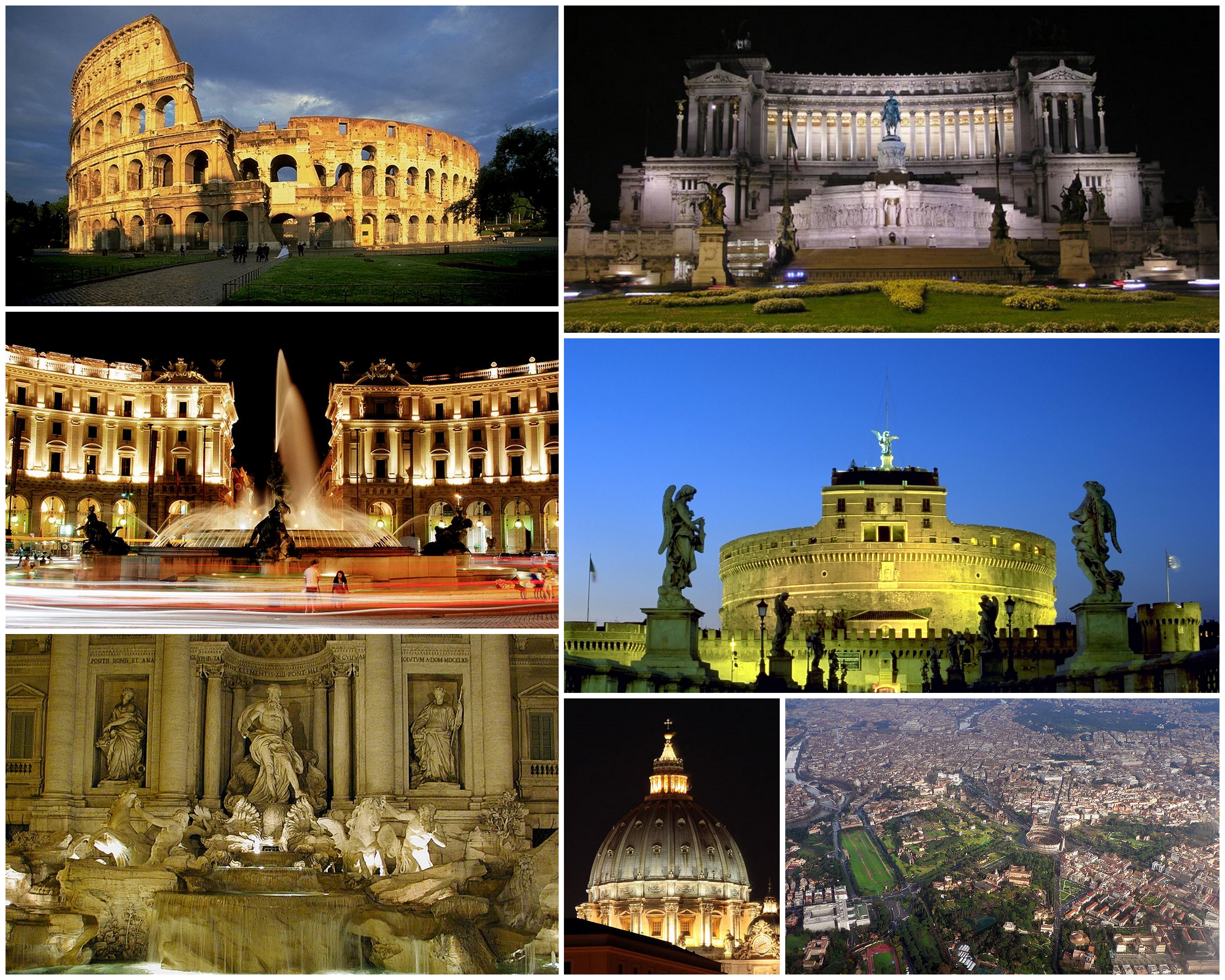
ローマの創建記念日

- ローマの創建記念日
ローマの建国神話で、紀元前753年にロームルスがローマ（王政ローマ）を建設し、王となったとされている日。
- チラデンテス記念日（ ブラジル）
ブラジル独立運動の英雄・チラデンテスが1792年に処刑された日。
- グラウネーション・デー（英語版）
ラスタファリ運動の記念日。ラスタファリ運動において「神の化身」と信じられているエチオピア皇帝ハイレ・セラシエ1世が1966年にジャマイカを訪問した日。
- 民放の日（ 日本）
1951年のこの日に日本初の民間放送が事業を開始した（16社にラジオ放送局の予備免許が与えられた）ことにちなみ、日本民間放送連盟が1968年に「放送広告の日」として制定。1993年に「民放の日」に改称された。毎年4月21日から4月27日までは民放週間となる。90年代までは21日には、全民放テレビ同時ネットの記念番組が16時台に流れたほか、各局で5分間「民放連会長あいさつ」がVTRネットで流れていた。
- オーベルジュの日
オーベルジュの魅力や文化を伝えるため、日本オーベルジュ協会が制定。日付は、日本で本格的なオーベルジュが誕生した1986年（昭和61年）4月21日にちなむ[8]。
- 正御影供（ 日本）
弘法大師空海は承和2年（835年）3月21日、高野山奥の院にて入定。この日を西暦に換算した4月21日、ゆかりの寺院では「正御影供」が執り行なわれる。京都の東寺（教王護国寺）では、この日に限り国宝の御影堂（大師堂）の外陣に上がることが許され、また、灌頂院の絵馬が開帳される[9]。